# Gina Bachauer (pianista)
Gina Bachauer (griego: Τζίνα Μπαχάουερ; 21 de mayo de 1913, Atenas – 22 de agosto de 1976, Atenas), fue una pianista clásica griega que realizó numerosas giras por los Estados Unidos y Europa. Interesada en el piano desde muy joven, Bachauer se graduó en el Conservatorio de Atenas y después estudió con Alfred Cortot y Serguéi Rajmáninov. Es más conocida por tocar los conciertos románticos para piano. Tocó cientos de conciertos para las tropas aliadas en el Medio Oriente durante la Segunda Guerra Mundial mientras vivía en Egipto. Pasó mucho tiempo de gira por Estados Unidos y Europa, dando más de 100 conciertos cada año. Bachauer también grabó extensamente, tanto como solista como con orquestas. Recibió un doctorado honorario de la Universidad de Utah. Durante su carrera fue llamada la "reina de los pianistas". La Fundación Internacional de Piano Gina Bachauer fue creada en honor a sus contribuciones al mundo musical. En su vida personal, Bachauer se casó con el director musical Alec Sherman, quien se convirtió en su mánager. Murió a la edad de 66 años en Atenas.

## Vida
Gina Bachauer nació en Atenas en el seno de una familia judía. Estudió piano desde muy joven y dio su primer recital cuando era niña en Atenas. Se graduó del Conservatorio de Atenas en 1929.  Obtuvo más formación magistral de piano con Alfred Cortot y Serguéi Rajmáninov. Sus estudios con Rachmaninoff consistieron en seguirlo por todo el mundo, siguiendo lecciones incluso mientras estaba de gira. Su actuación de debut con una orquesta fue en 1932. Tuvo tres "debuts" antes de que su carrera realmente despegara. Su primer debut se vio interrumpido por los problemas económicos de su padre que hicieron que regresara a Grecia para trabajar para su familia. Su siguiente debut fue interrumpido por la Segunda Guerra Mundial, pero siguió tocando, practicando y buscando oportunidades. Dio cientos de conciertos en todo el mundo al final de su carrera. Bachauer tocó una amplia gama de música, pero fue más conocida por sus interpretaciones de los conciertos románticos para piano.
Se casó con Alec Sherman después de tocar con la New London Orchestra bajo su dirección. Sherman dejó su carrera como director para convertirse en mánager de Bachauer. Murió en 1976 de un infarto durante el Festival de Atenas, el día en que iba a presentarse como solista con la Orquesta Sinfónica Nacional de Washington D. C..

## Carrera
Bachauer realizó muchas giras por América y Europa a lo largo de su carrera, dando más de 100 conciertos cada año. Viajaba y actuaba once meses al año. En 1965 realizó 14 giras de costa a costa por Estados Unidos. Realizó recitales en solitario además de sus actuaciones con orquestas. Recibió muchos elogios de la crítica y fue llamada la "reina de las pianistas" durante su ajetreada carrera. Después de sus estudios con Cortot y Rachmaninoff, realizó una gira por Italia, Yugoslavia, Grecia y Egipto, pero el estallido de la Segunda Guerra Mundial la dejó varada en El Cairo. Allí dio conciertos a las tropas de la zona, ampliando su repertorio más allá de la música clásica durante un tiempo porque esta aburría a las tropas. Consideró su actuación de 1935 con la Orquesta Sinfónica de Atenas como su verdadero debut, ya que lanzó su carrera más que cualquiera de sus actuaciones anteriores. En 1955, actuó en el Teatro de Herodes Atticus ante el rey Pablo y la reina Frederika. Fue la primera pianista solista en hacerlo. Debutó en los Estados Unidos en 1950 y, a pesar de una baja audiencia, recibió críticas positivas.
Bachauer grabó discos para los sellos HMV (His Master's Voice), RCA Red Seal y Mercury grabaciones con orquestas y también lanzó sus propios álbumes en solitario.
Durante sus tres décadas considerada como la "reina de las pianistas", Bachauer apoyó a los jóvenes pianistas escuchándolos tocar y ofreciéndoles consejos. En 1973, se tomó un breve descanso de las giras para ser jurado en el concurso de piano de la American Music Scholarship Association y aconsejó a los estudiantes que competían.
Bachauer también fue profesora de piano de la princesa Irene de Grecia y dio lecciones de piano al rey Pablo. La princesa Irene actuó con Bachauer en algunas de sus giras en los Estados Unidos, incluidos conciertos en Salt Lake City, Seattle, Cincinnati y Dallas.
Bachauer era muy amiga del gran director sefardí Maurice Abravanel y a menudo actuaba con la Orquesta Sinfónica de Utah. Fue considerada ciudadana honoraria de Utah y obtuvo un doctorado honorario en música de la Universidad de Utah. La fundación Gina Bachauer International Piano tiene su sede en Salt Lake City. También tocó con frecuencia con la Filarmónica de Londres y la Orquesta Sinfónica de la BBC.

## Legado
Los programas de la Fundación Internacional de Piano Gina Bachauer tienen alcance educativo y otras competencias. El Concurso Internacional de Piano Gina Bachauer se estableció en 1976 en su honor. Atrae a jóvenes pianistas de todo el mundo a Salt Lake City cada año.
En 1981, el Correo griego emitió un sello en honor de Bachauer. Es considerada una de las más grandes pianistas del siglo XX.